# Unión Musical de Liria
La Unión Musical de Liria es una sociedad musical, sin ánimo de lucro, fundada el 8 de octubre de 1903 en Liria (Camp de Turia).
La Unión tiene diversas agrupaciones musicales, como son la Banda Sinfónica, pilar fundamental de la sociedad, la Banda Juvenil, la Orquesta Sinfónica, el Coro Social y la más reciente Colla Pastrana de Tabal y Dolçaina. Asimismo, la sociedad cuenta con la Escuela de Educandos y la Escuela de Perfeccionamiento, instrumentos fundamentales para la educación musical.
El 7 de octubre de 1976, la Unión abrió su Colegio de educación infantil, primaria y secundaria, que desde 1996 es el único Centro Integrado de Enseñanza Musical (CIEM) financiado de toda la Comunidad Valenciana: un colegio dentro de una sociedad musical, en el que la música está muy presente en la educación, y de esta manera se plasma en las diferentes etapas del centro.

## Banda sinfónica
Como indica su nombre la Unión Musical nació como resultado de la unión de dos bandas anteriormente existentes en Liria desde las primeras décadas del siglo XIX, evolucionando desde el amateurismo inicial a la formación actual, con más de 150 músicos, la mayor parte estudiantes de música formados en la Escuela de Educandos y el Centro Integrado, así como por los músicos profesionales que iniciaron su formación en la Unión.
La Banda Sinfónica es, probablemente, la agrupación musical amateur más galardonada del mundo.

#### Premios nacionales/internacionales
| 1911 | Primer premio Certamen de Valencia  | 1928 | Primer premio Certamen de Valencia   | 1954 | Primer premio Certamen de Valencia | 1977 | Primer premio Certamen de Valencia                                          |
| 1913 | Segundo premio Certamen de Valencia | 1928 | Primer premio Certamen de Málaga     | 1955 | Primer premio Certamen de Valencia | 1978 | Primer premio Certamen de Valencia Máxima puntuación                        |
| 1914 | Segundo premio Certamen de Valencia | 1929 | Primer premio Certamen de Valencia   | 1956 | Primer premio Certamen de Valencia | 1979 | Primer premio Certamen de Valencia                                          |
| 1915 | Primer premio Certamen de Valencia  | 1929 | Segundo premio Certamen de Barcelona | 1958 | Primer premio Certamen de Valencia | 1981 | Primer premio Certamen de Valencia                                          |
| 1916 | Segundo premio Certamen de Valencia | 1931 | Primer premio Certamen de Valencia   | 1959 | Primer premio Certamen de Valencia | 1982 | Primer premio Certamen de Valencia                                          |
| 1917 | Primer premio Certamen de Valencia  | 1935 | Primer premio Certamen de Valencia   | 1960 | Primer premio Certamen de Valencia | 1983 | Primer premio Certamen de Valencia                                          |
| 1918 | Segundo premio Certamen de Valencia | 1941 | Primer premio Certamen de Valencia   | 1961 | Segundo premio Certamen de Valencia | 1985 | Primer premio Certamen de Valencia                                          |
| 1919 | Primer premio Certamen de Bilbao    | 1943 | Primer premio Certamen de Murcia     | 1962 | Primer premio Certamen de Kerkrade. Distinción de honor. Medalla de oro (concierto). Medalla de plata (marchas). Campeón Mundial. Bandera de Sant Lambert. | 1986 | Primer premio Certamen Internacional de Bandas de Música Ciudad de Valencia |
| 1919 | Primer premio Certamen de Valencia  | 1943 | Primer premio Certamen de Valencia   | 1962 | Primer premio Certamen de Valencia | 1988 | Primer premio Certamen de Valencia                                          |
| 1920 | Primer premio Certamen de Valencia  | 1944 | Primer premio Certamen de Murcia     | 1964 | Segundo premio Certamen de Valencia | 1990 | Primer premio Certamen de Valencia                                          |
| 1922 | Primer premio Certamen de Valencia  | 1944 | Primer premio Certamen de Valencia   | 1965 | Segundo premio Certamen de Valencia | 1994 | Primer premio Certamen de Valencia                                          |
| 1922 | Segundo premio Certamen de Zaragoza | 1945 | Segundo premio Certamen de Valencia  | 1966 | Primer premio Certamen de Valencia | 1997 | Primer premio Certamen de Valencia. Mención de honor                        |
| 1922 | Primer premio Certamen de Valencia  | 1946 | Primer premio Certamen de Alicante   | 1966 | Primer premio Certamen de Kerkrade. Medalla de oro (concierto). Medalla de oro (marchas)                                                                   | 1998 | Primer premio Certamen de Valencia. Mención de honor                        |
| 1923 | Primer premio Certamen de Burgos    | 1946 | Primer premio Certamen de Valencia   | 1970 | Primer premio Certamen de Kerkrade. Medalla de oro (concierto). Medalla de oro (marchas)                                                                   | 2000 | Primer premio Certamen de Valencia. Mención de honor. Máxima puntuación     |
| 1923 | Primer premio Certamen de Valencia  | 1948 | Primer premio Certamen de Valencia   | 1971 | Segundo premio Certamen de Valencia | 2001 | Primer premio Certamen de Altea. Mención de honor                           |
| 1924 | Primer premio Certamen de Valencia  | 1950 | Primer premio Certamen de Valencia   | 1972 | Segundo premio Certamen de Valencia | 2003 | Primer premio Certamen de Valencia. Mención de honor                        |
| 1925 | Primer premio Certamen de Valencia  | 1952 | Primer premio Certamen de Valencia   | 1974 | Primera medalla de oro Viena. Trofeo de las Naciones | 2004 | Primer premio Certamen de Altea. Mención de honor                           |
| 1926 | Primer premio Certamen de Valencia  |      |                                      | 1975 | Segundo premio Certamen de Valencia | 2011 | Primer premio Certamen Internacional de Bandas de Música Villa de Altea     |
| 1927 | Segundo premio Certamen de Valencia |      |                                      | 1976 | Primer premio Certamen de Valencia | 2013 | Primer premio Certamen de Valencia                                          |
|      |                                     |      |                                      |      | | 2024 | Primer premio Certamen de Valencia                                          |

(Hasta el 1988, el primer premio del Certamen de Valencia equivalía a Mención de honor)

#### Directores titulares
Desde su fundación los directores titulares de la Unión Musical de Liria han sido:
| AÑO       | DIRECTORES                                                          | AÑO       | DIRECTORES                       | AÑO       | DIRECTORES                       |
| --------- | ------------------------------------------------------------------- | --------- | -------------------------------- | --------- | -------------------------------- |
| 1903-1910 | Francisco de Paula Vives Hernández                                  | 1926      | José Álvarez Cancio              | 1958-1965 | Francisco Luis Villarejo Iñíguez |
| 1910-1912 | Miguel Asensi Martí                                                 | 1927-1928 | Eduardo Escobar de Rivas         | 1966-1967 | Carmelo Llorente Ladrero         |
| 1910-1911 | José Borrero (Director sustituto)                                   | 1928-1933 | Manuel López Varela              | 1967-1969 | Francisco Casanovas Tallardá     |
| 1911      | Juan Ariño                                                          | 1933-1940 | José María Barrachina Enguídanos | 1970-1976 | Vicente Martí Feltrer            |
| 1911      | Francisco de Paula Vives Hernández                                  | 1940-1941 | José María Parejas Machi         | 1976-1986 | Pablo Sánchez Torrella           |
| 1911      | El maestro Carmelet                                                 | 1941-1943 | José María Barrachina Enguídanos | 1986-1991 | Manuel Enguídanos Cotanda        |
| 1912      | Juan Ariño                                                          | 1943      | Mariano Puig Yago                | 1991-1992 | Francisco Cabrelles Romero       |
| 1912      | Jesús Buchó Dupuy                                                   | 1944-1953 | Joan Garcés Queralt              | 1993-1997 | Rafael Sanz Espert               |
| 1912-1913 | Francisco de Paula Vives Hernández                                  | 1953      | José María Machancoses Esteller  | 1997-2008 | José Miguel Micó Castellano      |
| 1913-1925 | Eduardo Felip Suárez                                                | 1953-1956 | Cándido Sanz Rojas               | 2009-2016 | Enrique Artiga Francés           |
| 1926      | José María Barrachina Enguídanos (Subdirector y director sustituto) | 1957-1958 | Antonio Peinado Ramírez          | 2016-2022 | Pablo Marqués Mestre             |
|           |                                                                     |           |                                  | 2022-...  | Vicent Balaguer Domènech         |

#### Directores invitados
Además de sus directores titulares, la Banda Sinfónica ha tenido directores invitados, entre los que se encuentran las más prestigiosas batutas nacionales e internacionales, como: Ricardo Villa (1928), Emilio Vega (1932), Hans von Benda (1950), Alberto Bolet (1960), Enrique García Asensio (1961, 1994, 2014), José María Franco Gil (1963), Sergiu Celibidache (1965), Eduardo Cifre Gallego (1965 i 1967), Daniel Martínez (1967), Joan Garcés Queralt (1967, 1994), Antoni Ros Marbà (1967, 1994, 2015), José María Cervera Collado (1968,1984), Ramón Corell (1968), Antonio L. García Navarro (1968), Pedro Pirfano Zambrano (1969), Vicente Martí Feltrer (1983), Albert Argudo Lloret (1984), José Cervera Lloret (1984), Bernardo Adam Ferrero (1993), Francisco Hernández Guirado (1984, 1993), Ismael Campos (1984), Jan Cober (1985), Álvaro Albiach Fernández (1986, 2016), José Manuel Palau (1989), Miguel Gorrea Garrigues (1993) Carles Santos Ventura (1991, 1994), Natalia Montañes (1994), José Miguel Ramírez Lozano (1994), Federico Pardo Vielba (1994), Zubin Mehta (1979, 2013), Salvador Brotons i Soler (2016), Dirk de Caluwe (2016), Jose Miguel Rodilla Tortajada (2017).
La Unión Musical de Liria cuenta entre sus directores honorarios a Juan Collado Calvo, Miguel Asensi Martín, Félix Soler, Emilio Vega, Manuel López Varela, Alberto Bolet, Enrique García Asensio, Juan Altisent Ceardi, Antoni Ros Marbà, Pedro Pirfano Zambrano, Manuel Berná, Pablo Sánchez Torrella, Bernardo Adam Ferrero, Carlos Santos, Zubin Metha, ....
Entre 1976 y 1982 el Teatro de la Unión se convirtió en una de las salas de conciertos más importantes de España: actuaron las orquestas Nacional de España y de RTVE, las nacionales de Hungría y de la URSS, las sinfónicas de Viena, de Londres y de Berlín, la Royal Philarmonic de Londres, la del Estado de Utah (EE. UU.), las Filarmónicas de Israel, de Moscú, de Londres, la de la Radiotelevisión Soviética y la de Polonia. Estas orquestas fueron dirigidas por maestros tan prestigiosos como Carlo Maria Giulini, Sergiu Celibidache, Zubin Mehta, Vladimir Verbitski, Antal Doráti, Maurice Abravanel, Okko Kamu, Jesús López Cobos... También actuaron solistas como Narciso Yepes, el pianista Alexis Weissenberg...

## Banda Juvenil
Las raíces de la actual Banda Juvenil las encontramos en 1959, con la creación, a instancias del Maestro Villarejo, de la Banda Infantil, formada por 28 músicos que no sobrepasaban los nueve años, dirigidos por un joven de 15 años que más tarde asumiría la batuta de la Banda Sinfónica, Manuel Enguídanos Cotanda. Su primera actuación tuvo lugar en la festividad de San José de aquel año con una bonita selección de pasodobles. Del hecho se dio noticia en el diario Las Provincias del día 31 de mayo de 1959.
En 1960 obtuvo el Primer Premio en el Certamen de Pasodobles de Gandía y en 1964, dirigida por el maestro Francisco Villarejo, se presentó en el Concurso de Bandas Juveniles de Valencia, consiguiendo también el Primer Premio.
Sus actuaciones han sido muy numerosas para las ciudades de la Comunidad Valenciana y en varias partes de España actuando en Valencia, Barcelona, Mollet del Vallés, Pamplona, Leganés (Madrid), en las ciudades gallegas de Carballino, Bandeiras, Roser y Salcedo de Casella, en Hellín y Villarrobledo (Albacete), Port Aventura (Tarragona). En 1995 realiza una gira por Extremadura actuando en varias ciudades y en el Festival Internacional de la Sierra, celebrado en la localidad de Fregenal de la Sierra (Badajoz).
En 1996 realizó una gira por la Borgoña francesa donde actuó en las localidades de Toulousse, Bergerac, Gujan-Mestras y Monpazier repitiendo y ampliando la gira en los años 1998 y 1999, actuando también en el País Vasco y en las ciudades francesas de Amilly y París para actuar en Eurodisney. En 2005 volvió a realizar otra gira por Francia con actuaciones en Amilly, París y Eurodisney. En 2007 fue invitada para participar en la Fiesta Europea de la ciudad francesa de Amilly. En 2017 actuó de nuevo en un desfile por Eurodisney dentro del 25 aniversario del parque temático.
En 1997 grabó un disco compacto para la compañía suiza Pro-Music en el que interpretó obras y marchas suizas junto con obras valencianas, disco que se distribuyó por el mercado europeo. También ha realizado grabaciones para la Televisión Valenciana, Canal 9.

#### Directores titulares de la Banda Juvenil
Su primer director titular fue Manuel Enguídanos Cotanda, a quien posteriormente le siguieron los maestros Francisco Aparici Llopis, Justo Moros Bayo, Enrique Romero Romero, Valeriano Romero Contell, José Luis Laborda Máñez, Federico Pando Vielba, Miguel Porta Lozano y Miguel Castillo, entre otros. Actualmente su director titular es Esteban Espinosa García, músico también de la Banda Sinfónica.

## Orquesta
La Orquesta Sinfónica de la Unión Musical de Liria celebró su primer concierto el 26 de junio del año 1982, y conmemoró su primer aniversario ofreciendo un concierto a SM la reina Sofía en el Palacio de la Zarzuela (28/06/1983). En 1984 ofreció un concierto al Presidente del Gobierno, Felipe González Márquez, en los Jardines del Palacio de la Moncloa.
Entre los programas interpretados, cabe destacar El Mesías de Haendel junto con la Soman Fairfield Corale (EE. UU.) o sus actuaciones en el ciclo Sagunt a Escena, promovido por la Generalitat Valenciana, en el Palau de la Música de Valencia y Salón de Cristal del Ayuntamiento de Valencia. También cabe destacar el estreno mundial de la Cantata del autor Salvador Doménech en la Sala Iturbi del Palau de la Música de Valencia, junto a un conjunto coral formado por más de ciento cincuenta voces, estreno que posteriormente se volvió a interpretar, debido a su gran éxito, en el Auditorio de la Ciudad de Torrente. También ha participado en la clausura de los Campeonatos de Europa de Atletismo en Pista Cubierta, celebrados en el Velódromo Luis Puig de Valencia. Asimismo ha participado en diferentes ediciones del Festival Internacional para Jóvenes Orquestas de la Ciudad de Valencia y en el que anualmente se celebra en la localidad alicantina de la Alfaz del Pi, denominado Mozartmania, así como en numerosas localidades de la Comunidad Valenciana.
Ha hecho giras por España, Europa y América del Sur, entre las que destacan la llevada a cabo en Alemania en 1996, los conciertos ofrecidos en 1999 en el Festival Internacional de Jóvenes Orquestas que organiza la National Association of Youth Orchestras (NAYO), celebrados en las ciudades escocesas de Edimburgo y Glasgow, así como la gira efectuada por Francia durante el mes de julio del año 2001. También cabe destacar la gira realizada en Cuba en 2005 con dos conciertos, en el teatro Amadeo Roldán y en la Catedral de San Francisco. En la Navidad de 2005 participó junto al Orfeón Universitario de Valencia y la Soprano María José Cifre Llull, interpretando la obra de John Rutter Magnificat. En mayo de 2013 interpretó un concierto con el cantautor valenciano, Pau Alabajos. 

#### Directores titulares de la Orquesta de la Unión
| DIRECTORES TITULARES ORQUESTA UNIÓN MUSICAL DE LIRIA |                                  |      |                          |
| 1981                                                 | BERNARDO ADAM FERRERO            |      | JORDI BERNÁCER VALDÉS    |
|                                                      | ENRIQUE ARTIGA FRANCÉS           |      | JOAN PAU HELLÍN CHAPARRO |
|                                                      | FRANCISCO CABRELLES ROMERO       |      | HILARIO GARCÍA GÀZQUEZ   |
|                                                      | MIGUEL ÁNGEL GORREA BAREA        |      | FRANCISCO LLOPIS AGUSTÍ  |
|                                                      | JOSÉ MIGUEL MICÓ CASTELLANO      |      | ERNESTO VERDEGUER ORTIZ  |
|                                                      | CONSTANTINO MARTÍNEZ ORTS        | 2016 | BEATRIZ FERNÁNDEZ AUCEJO |
|                                                      | ANSELMO ANTONIO VILLARROYA VILAR |      |                          |

## Coro Social
Tal como lo conocemos hoy en día, el Coro Social se presentó al público el 22 de marzo de 1997, siendo su primer director Miguel Gorrea Garrigues, pero hay que tener en cuenta que a mediados del siglo XX hubo en la Unión un cuadro escénico que además de teatro ofrecía zarzuelas cantadas en directo, por lo que el canto ya había formado parte de las actividades artísticas de la sociedad.
Desde su fundación, ha sido dirigido por Miguel Gorrea Garrigues, Javier Castellano Gómez, Francisco Gamón Olmo y Vivian Gutiérrez Abreu, que es la actual directora.

## Teatro-Sala de Conciertos-Cine
En julio de 2015 el nuevo equipo de gobierno de la Diputación de Valencia, conformado por Coalición Compromiso y el Partido Socialista del País Valenciano, desbloqueó unas ayudas y unas subvenciones pendientes de cobro desde hace años, como son las gestionadas por el Servicio de Cooperación Municipal de Restauración de Bienes Culturales, el Plan de Inversiones Deportivas (PID) y el Plan de Inversiones Culturales (PIC). En esta ocasión, el gobierno provincial destinó a la Unión 40.777,36 euros para mejorar y modernizar las instalaciones de proyección, sonido y grabación, así como la señalización de la sala de conciertos.